# اشغال چکسلواکی

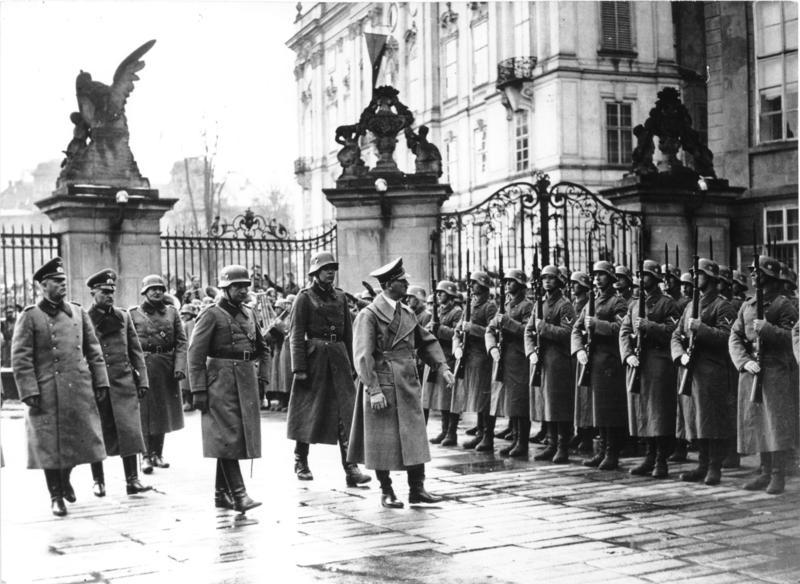
بازدید آدولف هیتلر از قلعه پراگ در ۱۵ مارس ۱۹۳۹

اشغال چکسلواکی از سوی آلمان از ۱۹۳۸ تا ۱۹۴۵ اتفاق افتاد. پس از الحاق اتریش به آلمان هدف بعدی آدولف هیتلر چکسلواکی بود که پس از جنگ جهانی اول و با تحمیل پیمان سن ژرمن به امپراتوری اتریش-مجارستان استقلال خود را به دست آورده بود. چکسلواکی دارای رژیمی دموکراتیک بود و از ایالات مختلفی شکل گرفته بود که شامل سه میلیون آلمانی‌زبان کوه‌های سودت نیز می‌شد.
در ۲۹ مارس ۱۹۳۸ نماینده آلمانی سودت در مجلس چکسلواکی خواستار استقلال شد و همزمان آلمان در مرز چکسلواکی دست به تحرک نیروهای خود زد.
موسولینی برای حل بحران چکسلواکی پیشنهاد کرد کنفرانسی متشکل از قدرت‌های اروپایی بریتانیا، فرانسه، ایتالیا و آلمان نازی برای رسیدگی به این مسئله تشکیل شود. در ۲۹ و ۳۰ سپتامبر ۱۹۳۸ این کنفرانس (مشهور به کنفرانس مونیخ) بدون حضور نماینده‌ای از شوروی یا چکسلواکی در مونیخ تشکیل شد و سودت را به آلمان بخشید. نویل چمبرلین پس از امضای توافق‌نامه مونیخ گفت: «امروز ما صلح را برای زمانه‌مان تحقق بخشیدیم.»
الحاق سودت کافی نبود چرا که هیتلر الحاق کل چکسلواکی که بالقوه متحد فرانسه و از نظر نظامی و اقتصادی قوی بود را در سر داشت.
در ۱۰ اکتبر ۱۹۳۸، ارتش آلمان وارد چکسلواکی شده و نواحی سودت را اشغال کرد. در پی این اقدام، کشورهای لهستان و مجارستان به تشویق هیتلر نیز بخشهای دیگری از چکسلواکی را تسخیر کردند.
پس از تجزیه سودت از خاک چکسلواکی و انضمام آن به آلمان، هیتلر بروز اختلاف بین دولت مرکزی چکسلواکی و مقامات محلی اسلواکی را بهانه کرده، رهبران اسلواکی را به تشکیل یک حکومت مستقل و استمداد از آلمان تشویق نمود. این مسئله دامنه اختلافات را بالا برد و هیتلر طی شش ماه، چکسلواکی را از نقشه اروپا حذف کرد. بدین ترتیب که تا ۱۶ مارس ۱۹۳۹م، قسمت اعظم این کشور ضمیمه خاک آلمان شد و بخش کوچکی هم که اقلیت‌های مجار و لهستانی در آن زندگی می‌کردند، ضمیمه مجارستان و لهستان گردید. با این وصف، جمهوری چکسلواکی، دومین کشوری بود که پس از تصرف اتریش، به اشغال آلمان هیتلری درآمد. روند کشور گشایی هیتلر در الحاق سومین کشور اروپایی یعنی لهستان به آلمان، آتش جنگ جهانی دوم را در سپتامبر آن سال روشن کرد و دنیا را به مدت بیش از ۶ سال در خود فرو برد.
چکسلواکی در ۱۹۴۵ توسط ارتش سرخ دوباره استقلال یافت شد.